# Gary McPhee
Gary McPhee (Glasgow, 18 april 1980) is een Schots voetballer die in de jeugd van de Vitesse Voetbal Academie heeft gespeeld. In september 1999 tekende hij een contract bij Coventry City, en was bij zijn uitlening aan Newry Town FC, zeer succesvol: 24 wedstrijden, 28 doelpunten. Hij had bijna getekend bij Queens Park Rangers, totdat hij beiden benen brak. Gary is een broer van Stephen McPhee.